# 石智勇 (1980年)
石智勇（1980年2月10日—），男，福建龙岩人，中國舉重運動員，福建体育职业技术学院院长。

## 生平
石智勇10歲時便進入了福建省龍岩市業餘體校中，開始了自己的舉重生涯，當時的教練是朱日平。3年後進入了福建省少年體校，教練是吳玉鑄。再3年之後入選省隊。其後的一年入選成為了陳文斌教練的門徒，並入選了國家隊。
入選國家隊後的首年就奪得了世界青年舉重錦標賽59公斤級抓舉、挺舉、總成績冠軍，八運會59公斤級銀牌。兩年後的全國男子錦標賽62公斤級抓舉、挺舉、總成績冠軍、世界男子青年錦標賽62公斤級抓舉冠軍、挺舉亞軍以及總成績冠軍、世界舉重錦標賽62公斤級抓舉冠軍。
2000年獲得亞洲舉重錦標賽62公斤級總成績冠軍並破了世界紀錄、世界大学生锦标赛62公斤级抓举又再破了世界纪录。3年後又再奪得世界锦标赛62公斤级抓举亚军、挺举季軍以及总成绩亞軍。2004年奪得了雅典奧運的男子62公斤級金牌。
石智勇奪金後成为了第三名登上美国时代周刊的中国运动员(首位是伏明霞，之後是邓亚萍)。
2005年，石智勇分別於十運會中取得男子69公斤级賽事的銀牌，又於多哈舉行的世界舉重錦標賽中贏得了69公斤级的抓舉、挺舉以及總成績三項冠軍。翌年12月的多哈亞運中，他於舉重項目的男子69公斤級小項中不敵國家隊隊友張國政，最終摘下一面銀牌。
2008年北京奧運會上，石智勇與隊友廖輝組成「雙保險」，參加69公斤級比賽。但在挺舉比賽前，石智勇突然腰傷復發，最后被迫退出比賽。奧運會後，石智勇退役，其後轉型為行政人員，擔任福建省體育局團委書記職務。
2022年10月8日，出任福建体育职业技术学院党委副书记、院长。

## 外部連結
- 石智勇在国际奥林匹克委员会的资料